# Ogra
Ogra (Hongaars: Marosugra; in de volksmond kortweg Ugra) is een comună in het district Mureş in Roemenië. Het is opgebouwd uit vijf dorpen, namelijk:
- Dileu Vechi
- Giuluş
- Lăscud
- Ogra (Hongaars: Marosugra)
- Vaideiu

## Demografie
De comună telde in 2002 zo'n 2.441 inwoners, in 2007 waren dit er zo'n 2.499. Dit is een stijging van 58 inwoners (+2,4%) in vijf jaar tijd.